# Túrakerékpározás

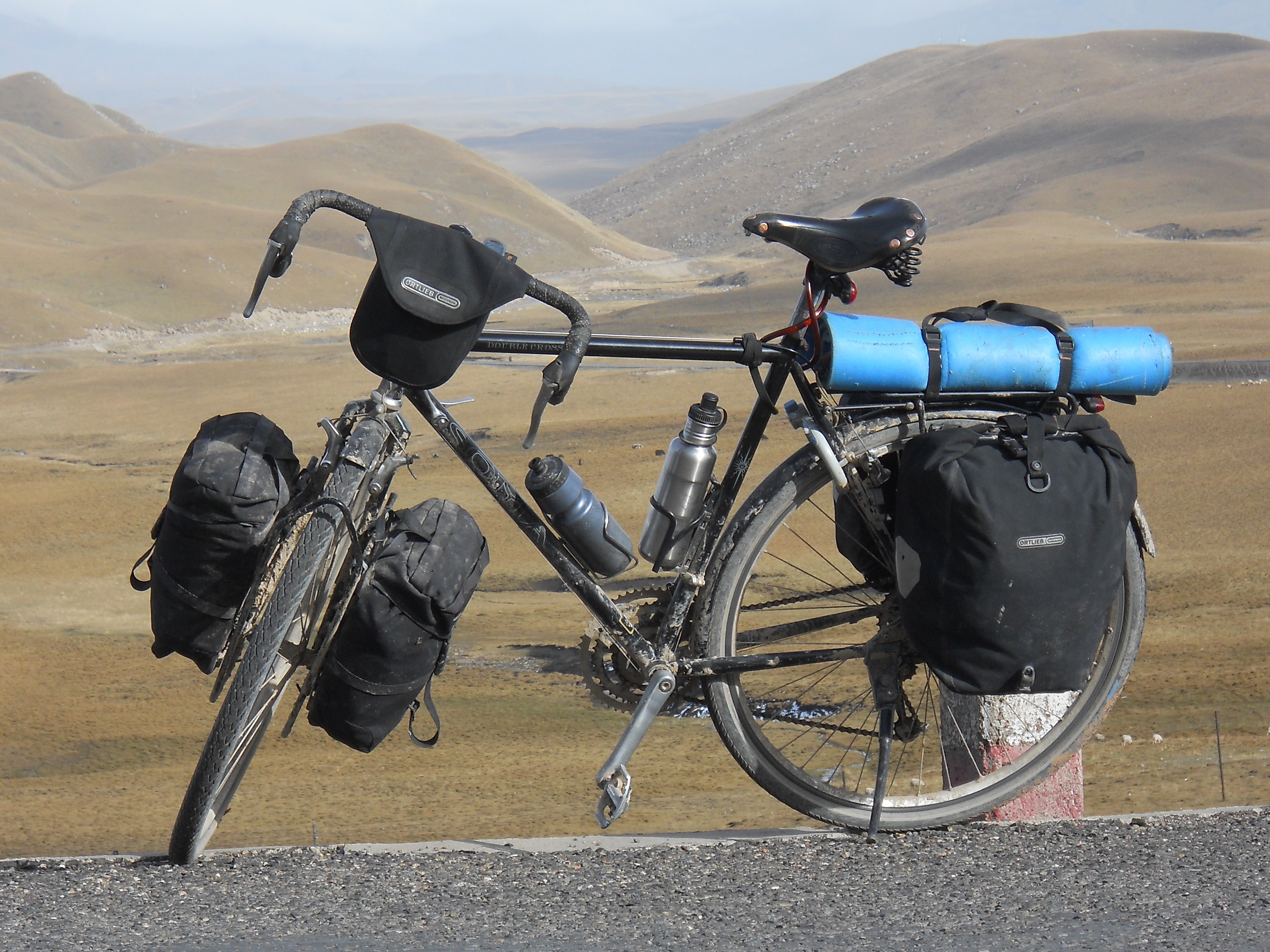
Egy jól felszerelt túrakerékpár

A túrakerékpározás "… olyan vakációs, vagy látogató tevékenység, amely a kerékpározáson részben, mint közlekedési módon, részben mint kikapcsolódási formán alapszik. A látogató a kerékpárt két pont között, vagy egy körútvonalon szállítóeszközként használja, de az utazás elsődleges motivációja a kikapcsolódás. A kerékpáros turizmus magába foglalja az egynapos látogatást, a rövid kirándulást és a hosszabb kerékpártúrát. A kerékpározás lehet az utazás fő célja, vagy csak része egy adott célterület meglátogatásának. Lényeges, hogy a kerékpározást a turista a kirándulás vagy az üdülés szerves részének tekintse. A kerékpáros túrázás tehát olyan egy- vagy többnapos szabadidős célú utazás, amelynek során a szabadidős kerékpározás meghatározó és kiemelt szerepet játszik a látogatás, illetve a vakáció során”.

## A túrakerékpár
- Teherbíró
- Kényelmes
- Kormányzásuk nyugodt, kiszámítható
- Szilárd

## Fajtái
- Kerékpáros vakáció: a szabadidő eltöltésének fő célja a kerékpározás. E vakációk lehetnek hosszúak, legalább négy éjszakásak, de lehetnek rövidebbek, egy-három éjszakásak (például "hosszú hétvége"). Résztvevőit nevezhetjük akár "elkötelezett kerékpárosoknak" is. Ezen belül megkülönböztetünk csillagtúrákat, ahol a szálláshely a túra időtartama alatt változatlan, szemben a kerékpáros vándortáborral, ahol a szállás változik. A kerékpáros vakációk lehetnek saját szervezésűek, vagy kerékpáros utazási iroda által szervezett kerékpáros vakáció-csomagok.
- Üdülési kerékpározás: a kerékpározás csak egyike a vakáció alatt folytatott szabadidős tevékenységeknek. Ebben az esetben a belföldi, vagy a külföldi turista otthonától távol vakációzik, és elsősorban kölcsönbiciklit vesz igénybe legfeljebb egynapos túráihoz.
- Rövid kerékpártúrák: a kerékpáros szokásos tartózkodási helyétől elérhető helyre utazik, és még aznap visszatér. Az utazás során indulhat otthonról kerékpárral, vagy magával viheti (például vasúton vagy autóval) az egy- vagy félnapos útra.

## Egyéb felosztása
A kerékpározás fent megnevezett formáit még további kategóriába is sorolhatjuk (például az utak használata szempontjából), amelyek elsősorban a speciális igények megismeréséhez és bizonyos kiszolgálási formák iránti elvárásokhoz adhat iránymutatást. Ezek a következők lehetnek, a teljesség igénye nélkül: 
- Klasszikus, döntően „országúti” túrakerékpározás,
- Hegyi (MTB, vagy erdei) kerékpározás,
- Országútikerékpár-versenyzés,
- MTB versenykerékpározás,
- Szervezett kerékpártúrák (vegyes országúti, és MTB),
- Iskolai, illetve baráti kör, csoportos kerékpártúrák,
- Jótékonysági vagy kampánykerékpározás.